# بورنهايم
برنهايم (راينلند) (بالألمانية: Bornheim (Rheinland)) هي بلدة ألمانية تقع في ألمانيا في Rhein-Sieg-Kreis.  يقدر عدد سكانها بـ 48,470 نسمة .

## المدن التوأمة
مدن Bornem، ميتفايدا و Zawiercie هي مدن توأمة لـبرنهايم (راينلند).

## أعلام
- ماكسيميليان فون فايخس
- والتر أرندت
- ريتا ويندبريك